# Dolný Vadičov
Dolný Vadičov é um município da Eslováquia, situado no distrito de Kysucké Nové Mesto, na região de Žilina. Tem 5,95 km² de área e sua população em 2018 foi estimada em 474 habitantes.

## Demografia
| Ano:        | 1994 | 2004    | 2014    | 2024    |
| ----------- | ---- | ------- | ------- | ------- |
| Broj ljudi: | 384  | 425     | 477     | 598     |
| Razlika:    |      | +10,67% | +12,23% | +25,36% |

| Ano:               | 2023 | 2024   |
| ------------------ | ---- | ------ |
| Número de pessoas: | 588  | 598    |
| Diferença:         |      | +1,70% |